# Lustrocomus paraensis
Lustrocomus paraensis là một loài bọ cánh cứng trong họ Cerambycidae.